# Критический буддизм
Критический буддизм (яп. 批判仏教 хихан буккё:) — одно из разных направлений в японской Буддологии, критикующее учение о Татхагатагарбхе.
Сторонники этого направления считают, что ошибочность учения о Татхагатагарбхе заключается в следующем:
- утверждение, что будда (или «природа будды») присутствует в каждом существе, основывается на вере, а не на данных опыта, логическом выводе и критическом анализе, что враждебно подлинному духу буддизма;
- доктрина о наличии любого качества изначально (то есть до появления причины) чужда буддизму. Это субстанциализм (он же эссенциализм) и, по своей сути, тождественно брахманистской доктрине существование бессмертной души — атмана;
- доктрина «изначального пробуждения» ведет к утрате чётких моральных ориентиров, присущих буддизму, и нравственному произволу. Это наблюдается в «юродстве» и антиномизме чаньских и дзенских монахов.

Поскольку учение о Татхагатагарбхе является теоретической основой практически всей дальневосточной буддийской традиции (школы Хуаянь/Кэгон, Тяньтай/Тэндай, Чань/Дзэн), то критический буддизм отвергает, по существу, всю её как неподлинную и еретическую. К «чистому» и «подлинному» буддизму он относит только учения Тхеравады, Праджня-парамиты, мадхьямаку Нагарджуны и некоторые тексты йогачары.
Это явление свидетельствует об осознании коренного отличия дальневосточной традиции от исходной индийской. Авторитет буддологических исследований стал настолько значим, что рождает новые направления в религиозно-философских традициях буддизма.

## История развития
Фундамент для критического отношения к теоретическим основам поздних направлений буддизма был заложен ещё мирянами-реформаторами китайского буддизма Люй Чэном (1896—1989 гг.) и, особенно, Оуян Цзинъуном.
В середине 1980-х годов профессора японского университета Комадзава Хакамая Нориаки и Мацумото Сиро, известные японские буддологи и санскритологи, провозгласили «подлинным» лишь индийский буддизм и дали этому направлению название «критический буддизм».
«Критический буддизм» приобрел достаточно много последователей как в Японии, так и в других странах Дальнего Востока (Стивен Хайне, Кевин Шилбрек, Нара Ясуаки и др.). Китайские буддологи, например, признают адекватными только переводы Сюаньцзана и тибетских переводчиков, поскольку ими переводились только индийские тексты.

### Рекомендуемая литература
- Мацумото Сиро. Энги то ку – Нёрайдзо сисо хихан (Причинность и пустота: критика учения Татхагата–гарбха) — Токио: Дайдзо сюппан, 1989 и 1990.
- Хакамая Нориаки:
  - Хонгаку сисо хихан (Критика учения об исходной просветленности) — Токио: Дайдзо Сюппан, 1989, 1991;
  - Хихан буккё (Критика буддизма) — Токио: Дайдзо сюппан, 1990.
- Heine S. «Critical Buddhism» (hihan bukkyo) and the debate concerning the 75-fascicle and 12-fascicle Shobogenzo texts  (англ.) // Japanese Journal of Religious Studies. — 1994 — № 21/1. — С. 37—72. — ISSN 0304-1042.
- Hubbard J., Swanson P.L. Pruning the Bodhi Tree: The Storm Over Critical Buddhism. — Honolulu: University of Hawai’i Press, 1997. — С. 298—313. ISBN 0-8248-1949-7.
- Swanson P.L. Zen is not Buddhism: Recent Japanese Critiques of Buddha-Nature. Numen 40, 1993 — С. 115—149.